# 北広島町営バス
北広島町営バス（きたひろしまちょうえいバス）は、広島県山県郡北広島町が運営する公営路線バス。
合併前の旧大朝町、千代田町から2005年2月路線を引き継いだ。北広島町大朝地域、千代田 - 八千代地域内で運行している。大朝地域バスは大朝駅に乗り入れている。運行路線は以下のとおり。
広島県共通バスカードは全線利用できない。

## 運行路線
- 運賃は以下の通りとなっている。
  - 以下の場合は大人300円、小学生・幼児150円、大人障害者等150円、小学生・幼児障害者等80円、乳児は無料。
    - 大朝地域内のみ、千代田地域内のみ、八千代町域内のみの場合。

  - 千代田地域と八千代町域にまたがる場合は大人400円、小学生・幼児200円、大人障害者等200円、小学生・幼児障害者等100円、乳児は無料。
- 全便日曜日・祝日・お盆・年末年始運休。

### 大朝地域路線
- 田原筏津線
  - 大朝駅 - 大前原 - 田原温泉前 - 大朝駅
- 新庄宮迫線
  - 大朝駅 - 大朝IC - 安芸新庄 - 新庄上市 - 小枝 - 大朝駅

### 千代田地域路線
千代田土師八千代線が廃止されたため現在はホープタクシーによる運行
- 千代田土師八千代線(かつて広電バスが運行していた 大朝・出羽線の路線の一部であった)
  - 千代田ICバスセンター - 壬生小学校前 - 壬生川井 - 土師ダム記念公園 - 土師ダム堰堤 - 八千代病院前 - 勝田 - 安芸高田市八千代支所前

## 歴史
2005年2月1日 旧大朝町、千代田町から路線を引き継ぎ、発足。

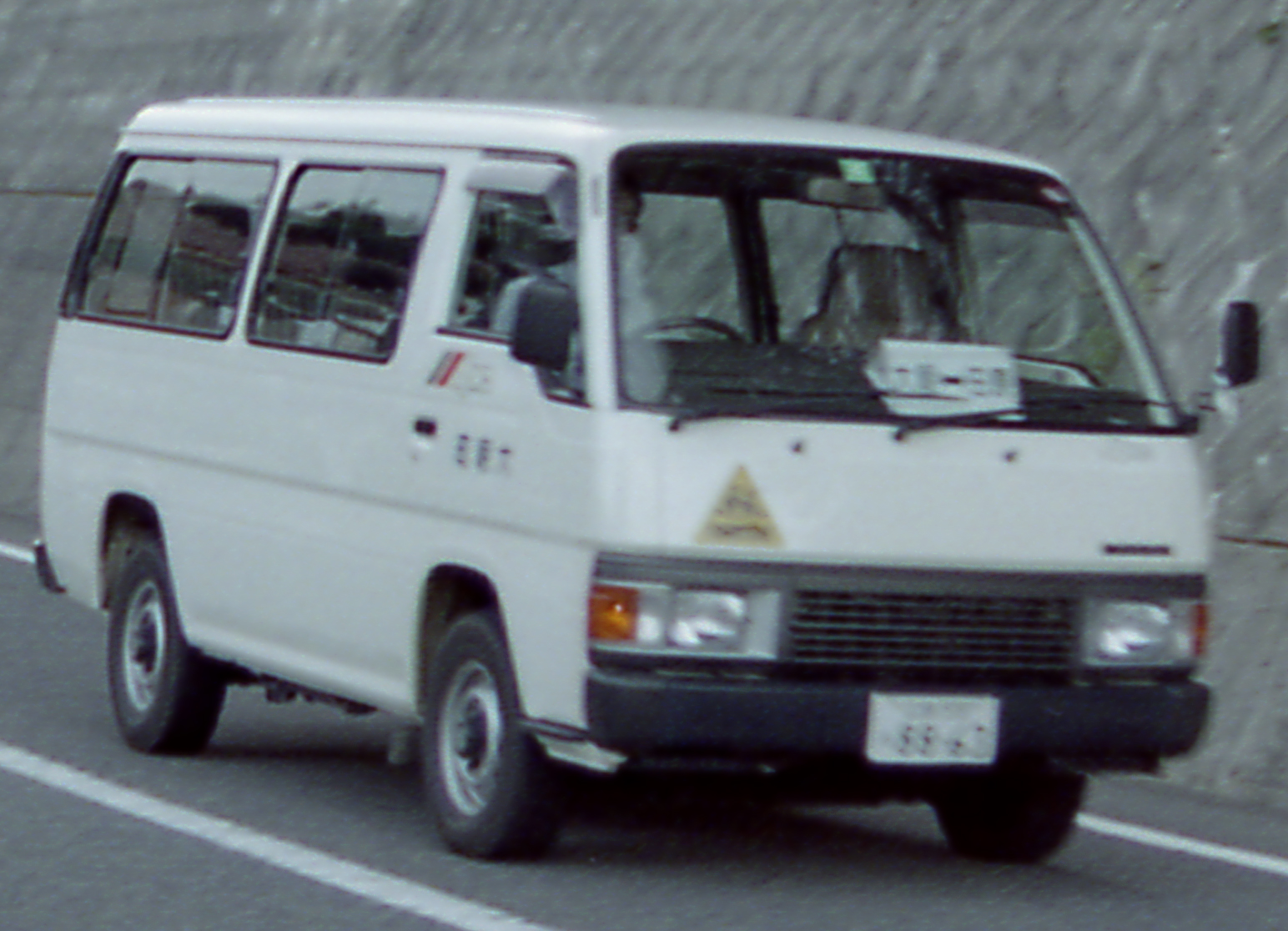
大朝町営バスの車両 （2000年当時）
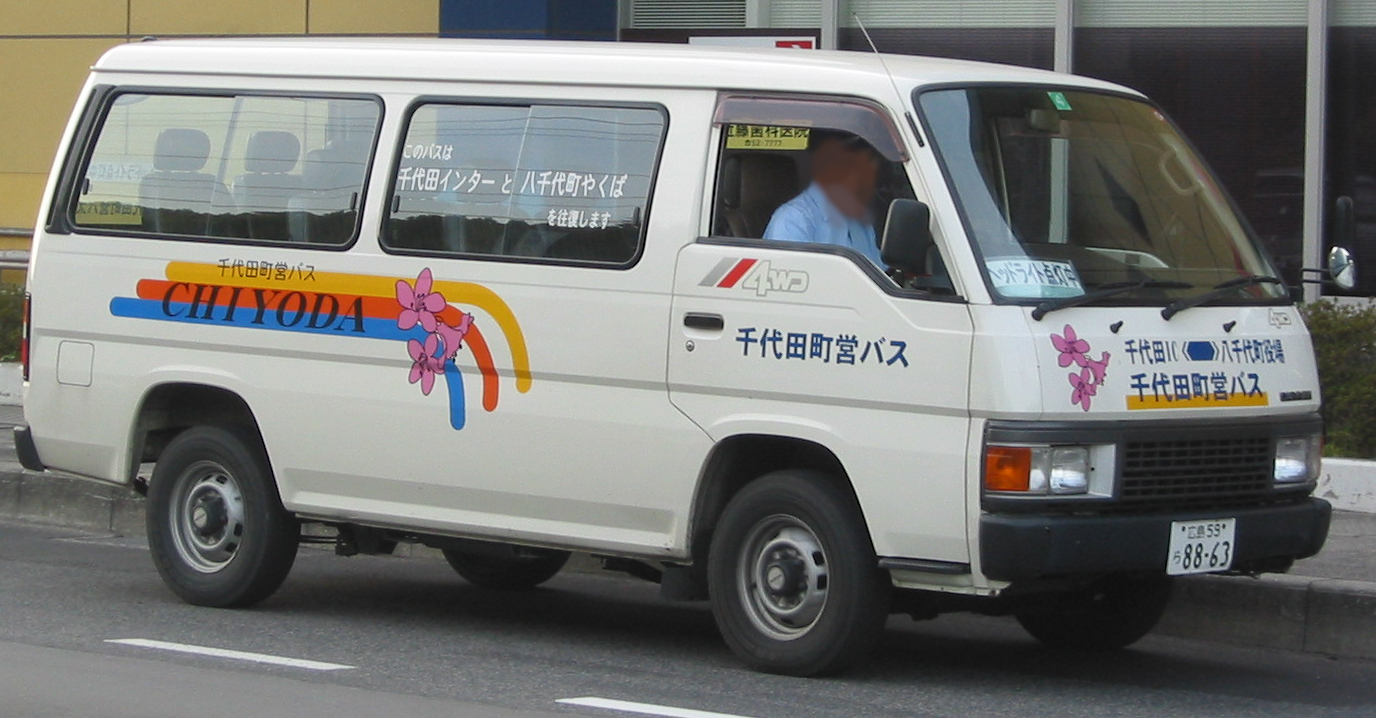
千代田町営バスの車両 （2003年当時）

## 備考
北広島町が実質運営している路線のほかにも、委託路線が各地域にある。業者は以下のとおり。

### バス
なお、大朝交通・八重タクシー・豊平交通・総合企画コーポレーション・壬生交通の5社はホープバス協同組合に加盟している。
- 旧芸北町地域
  - 総合企画コーポレーション
  - 大朝交通
- 旧大朝町地域
  - 大朝交通
- 旧豊平町地域
  - 総合企画コーポレーション
  - 豊平交通
- 旧千代田町地域
  - 壬生交通
  - 八重タクシー
  - 豊平交通

### 乗合タクシー
愛称は「ホープタクシー」。ただし、乗合タクシーの形態ではあるが、法律上は一般乗用旅客自動車運送事業（タクシー）ではなく、一般乗合旅客自動車運送事業（乗合バス）として扱われる。
- 旧芸北町地域
  - 総合企画コーポレーション
- 旧大朝町地域
  - 大朝交通
  - 北広島タクシー・・・旧称浜田屋タクシー
- 旧豊平町地域
  - 豊平交通
- 旧千代田町地域
  - ちよだタクシー
  - 壬生交通
  - 八重タクシー